# Old Pop in an Oak
"Old Pop in an Oak" er en sang, indspillet af det svenske band Rednex. Den blev udgivet i november 1994, som den anden single fra deres debutalbum Sex & Violins. Sangen nåede nummer et i flere lande, herunder Belgien, Danmark, Finland, Sverige og Østrig.

## Hitlister

### Ugentlige lister
| Hitliste (1994–1995)                             | Højeste placering |
| ------------------------------------------------ | ----------------- |
| Belgien (Ultratop 50 Flanderen)                  | 2                 |
| Belgien (Ultratop 50 Vallonien)                  | 32                |
| Belgien (VRT Top 30 Flanders)                    | 1                 |
| Canada (RPM 100 Hit Tracks)                      | 53                |
| Canada (RPM Dance)                               | 17                |
| Danmark (IFPI)                                   | 1                 |
| Europa (Eurochart Hot 100)                       | 2                 |
| Finland (Suomen virallinen lista)                | 1                 |
| Frankrig (SNEP)                                  | 50                |
| Holland (Dutch Top 40)                           | 6                 |
| Holland (Single Top 100)                         | 11                |
| Ireland (IRMA)                                   | 11                |
| New Zealand (RIANZ)                              | 7                 |
| Norge (VG-lista)                                 | 1                 |
| Schweiz (Schweizer Hitparade)                    | 2                 |
| Storbritannien Singles (Official Charts Company) | 12                |
| Sverige (Sverigetopplistan)                      | 1                 |
| Tyskland (Official German Charts)                | 2                 |
| Østrig (Ö3 Austria Top 40)                       | 1                 |